# Drosophila myamaungi
Drosophila myamaungi är en tvåvingeart som beskrevs av Masanori Joseph Toda 1991. Drosophila myamaungi ingår i släktet Drosophila och familjen daggflugor.
Artens utbredningsområde är Myanmar.